# Cees Douma

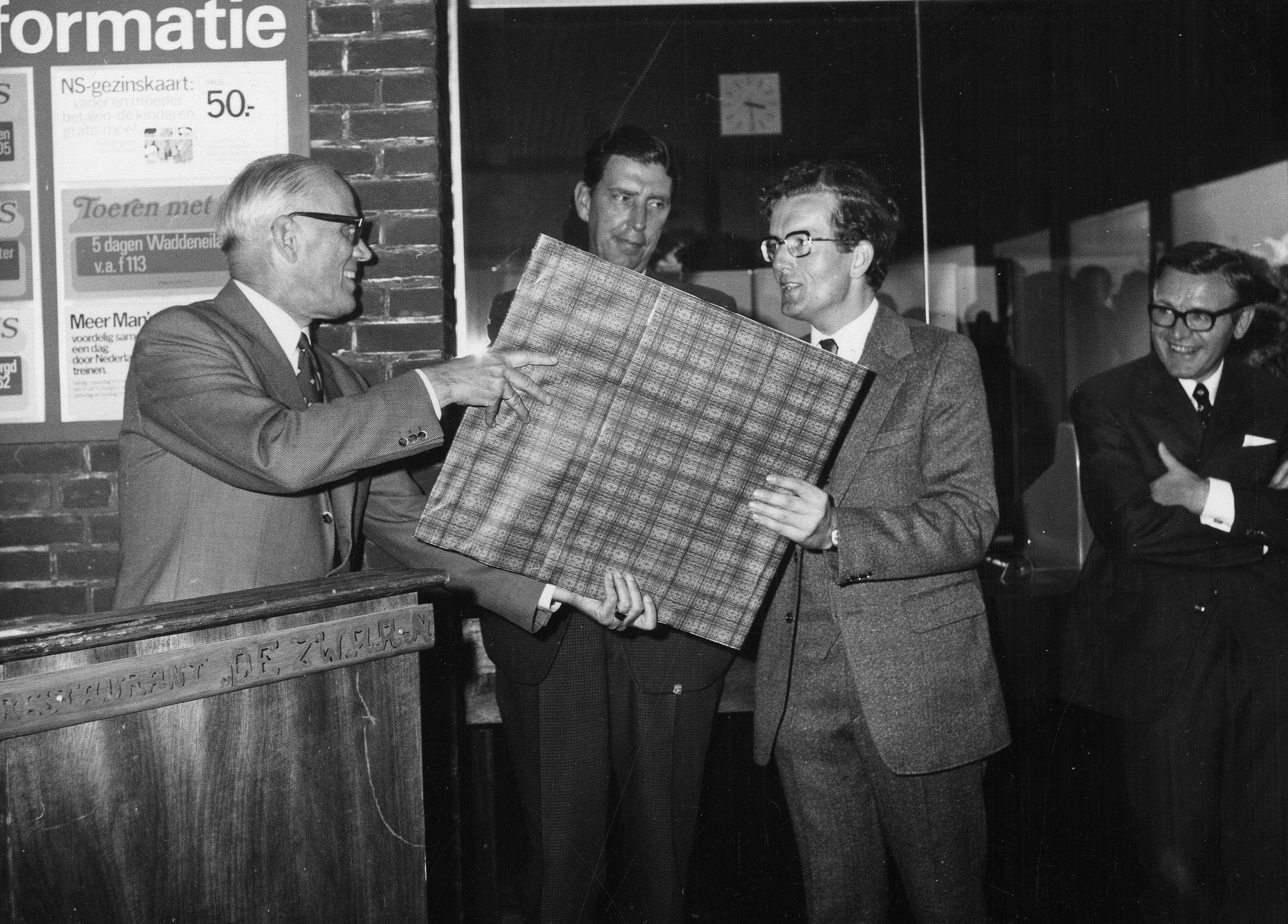
Cees Douma (zweiter von rechts) bei der Eröffnung des Bahnhofs Didam (1973)

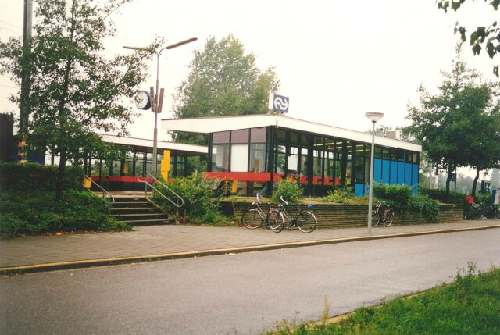
Bahnhof Diemen (1980)

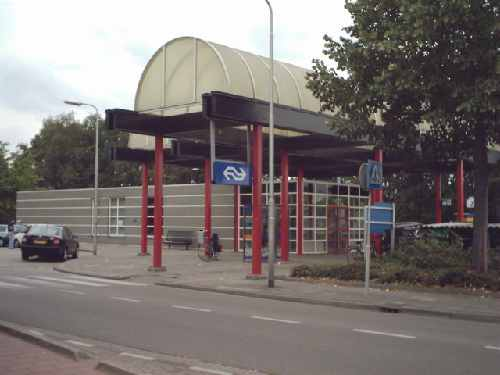
Bahnhof Leerdam (1987)

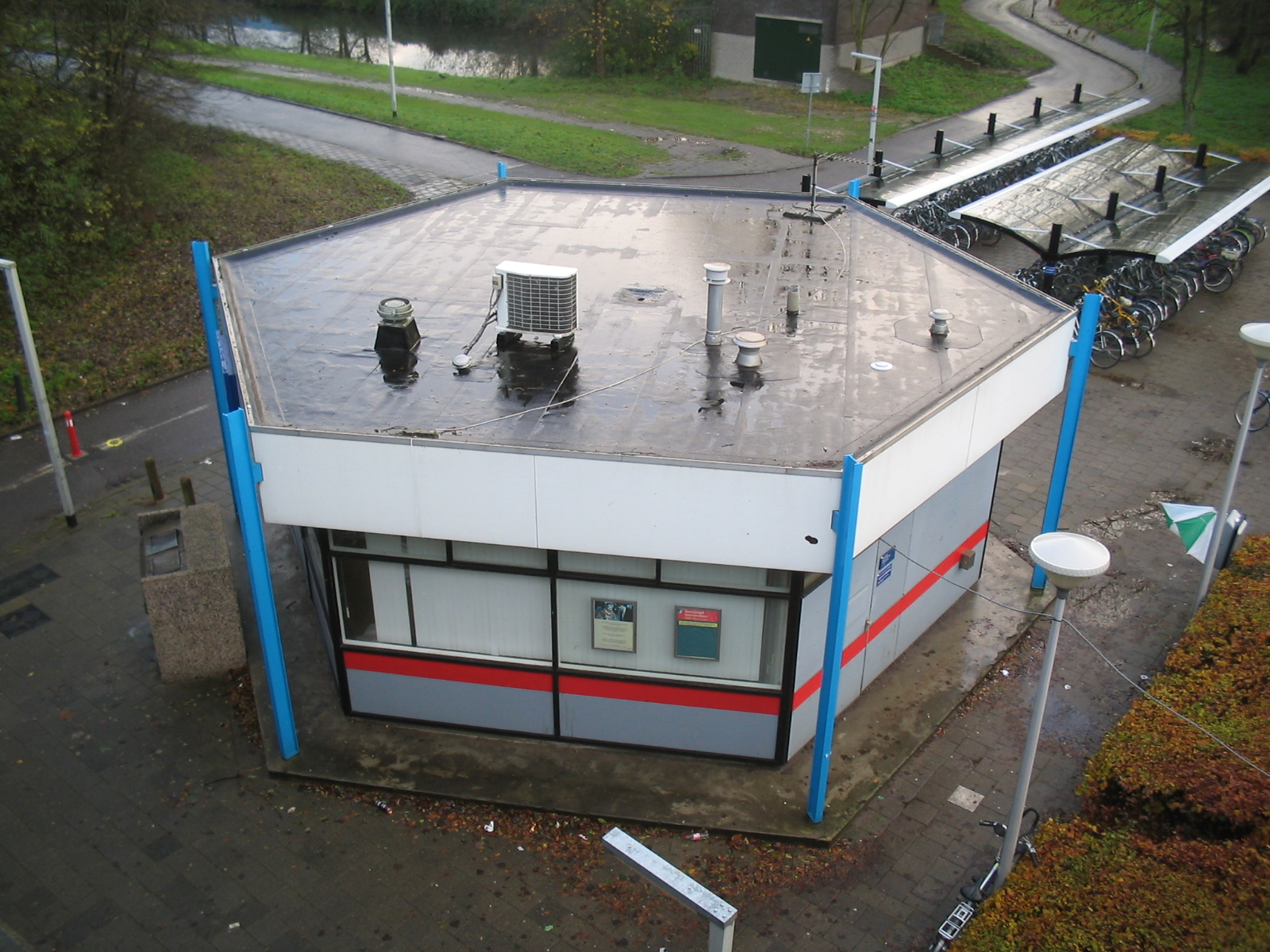
Station vom Typ „Sextant“ in Delft Zuid (2005)

Cees Douma (* 13. Oktober 1933 in Delft; † 11. März 2023) war ein niederländischer Architekt. Von 1960 bis 1995 war er einer der bedeutendsten Architekten der Eisenbahngesellschaft Nederlandse Spoorwegen (NS). Nach seinen Entwürfen entstanden 370 Bahnhöfe.

## Leben und Werke
Von 1950 bis 1957 studierte Douma Versorgungstechnik an der TU Delft. Danach trat er 1960 in den Dienst der Abteilung Gebäude. Bis 1987 war er verantwortlich für eine große Anzahl von kleinen und mittelgroßen Bahnhöfen. Er entwarf 39 Bahnhofsgebäude in den Niederlanden.
Zu den von Douma entworfenen Gebäuden gehören: 
- Wierden (1965)
- Emmen (1965)
- Etten-Leur (1965)
- Heerhugowaard (1967)
- Weesp 1967
- Rotterdam Lombardijen (1968)
- Gorinchem (1971)
- Duiven (1980)
- Leerdam (1987)

Er schrieb darüber ein Buch: Het stationsgebouw van de Nederlandse Spoorwegen („Das Bahnhofsgebäude der Nederlandse Spoorwegen“), das zwei Mal wiederaufgelegt wurde. Ab 1975 war er als Architekt beschäftigt mit der Leitung der Abteilung ‚Gebouwen, Stedebouw en Vormgeving‘.
Douma entwarf den Bahnhofsbautyp Sextant. Von diesem Gebäudetyp wurden 16 Stationen gebaut, von denen 2011 allerdings nur mehr sieben existent waren.
1990 wurde Douma mit dem Titel Bouwmeester NS ausgezeichnet, den er bis 1997 trug und für das Corporate Design (Corporate Vormgeving) zuständig war. Das letzte von ihm entworfene Bahnhofsgebäude ist das des Bahnhofs Leerdam (1987). 1995 ging er in Pension. Sein Nachfolger war der Architekt Harry Reijnders.
Unterlagen von ihm aus der Zeit von 1968 bis 1996 sind ins Archiv der Stadt Utrecht aufgenommen worden.
Douma verstarb am 11. März 2023.